# ハイドロコスモジェン砲
ハイドロコスモジェン砲（ハイドロコスモジェンほう）は、『宇宙戦艦ヤマトIII』に登場する架空の兵器。

## 概要
惑星シャルバートが保有する、恒星の核融合を自在に制御する兵器。虹色の光線を発射する。
企画書の段階での名称は「ヘリウム光線砲」で、その後に「コスミック・エネルギー砲」を経て現名称となった。
シャルバートでは王家の墓に建つ倉庫に永久封印され、保管されていた。ヤマトでは艦首甲板のカプセル状の突起内に収納されている。ヤマトでの使用時には応急の管制コンピュータを通して艦橋の波動砲発射システムと連動し、一連の発射シークエンスは波動砲のそれに準じる。
劇中では異常化した太陽を正常化させるために使用されたが、本来は対恒星用の戦略兵器と考察される。
恒星の核融合制御について、理論的には「恒星中心部にブラックホールを作り出してエネルギーを吸収させる」「外部から与えられる強力なエネルギーによって恒星内部の温度を上げる」などの方法があるが、シャルバートの超科学は真田志郎をして「作動原理さえわからない」と言わしめるほど高度なものであるため、詳細は不明である。

## 劇中での登場
第24話で、ルダ王女とシャルバートの長老は太陽の核融合異常増進を抑制して通常の状態に回復させるため、ハイドロコスモジェン砲をヤマトのクルーに引き渡す。
最終話で、砲の発射直前にボラー連邦の攻撃を受けたヤマトは、いったん格納カプセルに砲を収容するが、戦闘の被弾衝撃によってカプセルの開閉装置が損傷してしまう。戦火の最中、カプセルを開けるために土門竜介が単身宇宙服姿で飛び出し、ボラー戦闘機の機銃掃射に倒れながらも命がけで回線をつないだ。そして、古代進が視直径3.5倍にまで膨らんだ太陽に向けて砲を発射すると、太陽の核融合異常増進は抑制されて通常の状態に回復し、地球は救われた。
以後の作品（『宇宙戦艦ヤマト 完結編』、『宇宙戦艦ヤマト 復活篇』）には登場していない。